# Alan Moore
Alan Moore (sinh ngày 18 tháng 11 năm 1953) là một nhà văn người Anh được biết đến chủ yếu nhờ vào các tác phẩm truyện tranh bao gồm Watchmen, V for Vendetta, The Ballad of Halo Jones, Swamp Thing, Batman: The Killing Joke và From Hell. Được một số người coi là nhà văn truyện tranh hay nhất trong ngôn ngữ tiếng Anh, ông được công nhận rộng rãi trong số các đồng nghiệp và nhà phê bình. Thỉnh thoảng Moore đã sử dụng những bút danh như Curt Vile, Jill de Ray và Translucia Baboon; đồng thời, việc tái bản một số tác phẩm của ông đã được ghi công cho Nhà văn gốc khi Moore yêu cầu xóa tên ông.
Moore bắt đầu viết cho các fanzine ngầm và thay thế của Anh vào cuối những năm 1970 trước khi đạt được thành công khi xuất bản các truyện tranh trên các tạp chí như 2000 AD và Warrior. Sau đó, anh được DC Comics của Mỹ chọn và là "tác giả truyện tranh đầu tiên sống ở Anh để làm công việc nổi bật ở Mỹ", (tr7) anh làm việc cho các nhân vật chính như Batman (Batman: The Killing Joke) và Superman (Dù chuyện gì đã xảy ra với Người đàn ông của Ngày mai?), đã phát triển đáng kể nhân vật Swamp Thing, và chấp bút cho các tựa game gốc như Watchmen. Trong thập kỷ đó, Moore đã giúp mang lại sự tôn trọng xã hội lớn hơn cho truyện tranh ở Hoa Kỳ và Vương quốc Anh. (tr11) Ông thích thuật ngữ "truyện tranh" hơn "tiểu thuyết đồ họa". Vào cuối những năm 1980 và đầu những năm 1990, ông rời khỏi ngành công nghiệp truyện tranh và hoạt động độc lập một thời gian, làm việc với các tác phẩm thử nghiệm như sử thi Từ địa ngục và tiểu thuyết văn xuôi Tiếng nói của lửa. Sau đó, ông trở lại dòng chính vào những năm 1990, làm việc cho Image Comics, trước khi phát triển Truyện tranh hay nhất của Mỹ, một dấu ấn mà qua đó ông xuất bản các tác phẩm như Liên minh các quý ông phi thường và Promethea dựa trên nền tảng huyền bí. Vào năm 2016, ông đã xuất bản Jerusalem: một cuốn tiểu thuyết thử nghiệm dài 1266 trang lấy bối cảnh tại quê nhà của ông ở thành phố Northampton, Vương quốc Anh.
Moore là một nhà huyền bí, ảo thuật gia nghi lễ, và vô chính phủ, và có đã đưa những chủ đề như vậy trong tác phẩm bao gồm Promethea, From Hell, và V for Vendetta, cũng như thực hiện đưa các từ ngữ nói huyền bí avant-garde "hoạt động" vào Các Nhà hát Marvels Moon and Serpent Grand Ai Cập, một số trong đó đã được phát hành trên CD.
Bất chấp sự phản đối của cá nhân, các tác phẩm của ông đã cung cấp nền tảng cho một số bộ phim Hollywood, bao gồm From Hell (2001), The League of Extra Extra Gentlemen (2003), V for Vendetta (2005), và Watchmen (2009). Moore cũng đã được tham khảo trong văn hóa đại chúng, và đã được công nhận là người có ảnh hưởng đến nhiều nhân vật văn học và truyền hình bao gồm Neil Gaiman, Joss Whedon và Damon Lindelof. Moore đã sống một phần đáng kể trong cuộc sống của mình ở Northampton, Anh và ông đã phát biểu trong nhiều cuộc phỏng vấn rằng những câu chuyện của Moore rút ra rất nhiều từ những trải nghiệm của bản thân khi sống ở đó.